# インディーズゼロ
株式会社インディーズゼロ（英: indieszero Co.,Ltd.）は、日本のゲームソフト開発会社。

## 概要
1997年設立。代表取締役は鈴井匡伸。主なパブリッシャーは任天堂、バンダイナムコエンターテインメント、スクウェア・エニックス。2004年までトレーディングカードゲームの開発を行っていた。携帯ゲーム機用のソフト開発が中心。
会社設立当初から、構成とパッケージング手法、それにマッチしたUIデザインにこだわって開発に取り組んでおり、操作のわかりやすい、ユーザーに配慮したゲーム作りを行っている。また、そのゲームのパッケージング手法には定評があり、取引先企業からは、企画力、想像力、そして、熱意のある開発会社と評価されている。インタビューでも「企画提案する場合は、ほぼ携帯ゲーム機に特化していました。すれちがい通信だったら誰にも負けないアイデアを出すとか、2画面を生かすゲーム作りなど、他の開発会社さんに負けない、自分たちの売りとしてこだわったゲーム作りをしてきました」と語っている。
ジャンルを絞らず、毎回違うコンセプトのゲームを制作していることについて、インタビューでは「常に『新しいスタンダード』を目指して制作しているので、結果的にそうなっています。実際、以前に伝統的なアクションゲームの企画をクライアント企業に提案したことがありますが、クライアントもそういったものを私たちに対して期待しておらず、結局採用されませんでした」と述べている。また、「少し懐かしい感じのゲームが多いでしょうか？」との質問に対しては、「最近はその路線が定着した感があって…若干「なんでだろう？」と思いつつも楽しく開発させてもらっています（笑）」と語っている。
携帯ゲーム機用ソフト開発を中心にしていることについて、「携帯ゲームに集中することは、ビジネス的に最も安全なルートだと思うか？」という質問に対し、「ライバル企業が多く、発売されるソフトの本数が多いため、ゲームをリリースしても埋もれてしまうこともあり、決して安全ではありません。私たちは、アイデアに特化した開発に向いていることなどから携帯ゲームを選択しており、安全かどうかで選んだわけではありません。今までの経験から、私たちの会社のスタッフは携帯ゲームの開発を得意としており、今後も携帯ゲーム機用の開発を続けていきます」と回答している。
ソーシャルゲーム全盛の状況下で、今後はどんなゲームを作っていきたいかとの問いに対しては、「「勝った！」とか「楽しい！」といった“直接的な感情”だけでなく、遊んでくれる皆さんの日常生活や生長過程に少しでも良い影響を与えるゲームを作りたい。僕らが作ったゲームが、子供たちが物作りに興味を持つキッカケになったとしたら最高です。」と述べている。
設立時から吉祥寺に本社を構えていた理由について「設立当初はまだそれほど人気がなかったが、アクセスが良く、文化や自然、街があり、モノづくりをするうえで感じたいものが一ヶ所に凝縮されていた。ベッドタウンでも最先端都市でもない吉祥寺のコミュニティが合っていた。」と述べている。また、吉祥寺へのこだわりと今までの開発タイトルの関わりについて、「吉祥寺は最先端な街でないところがいいと言いましたが、ゲームもそう。独自のベクトルから市場のニーズに応えたい、他が挑戦していない新しいモノづくりがしたい、という思いがありました。わたしたちは、最先端の技術力よりもクリエイティブな視点を大切にしたゲームや、ゲームファンだけに好まれる長時間没頭するようなゲームよりも、誰もが手軽に遊べるものを目指していたのです。」と述べている。

## 社名の由来
資本も人脈も乏しい本当にゼロから始めてどこまでいけるかという思いと、独自性（インディーズ）を持ったゲームを作りたいという、ゲーム開発への意気込みから。また「ゼロ」には、何もないところからアイディアを積み上げていくというイメージに加え「無限」という意味、世界中の人とゲーム体験を通じて繋がっていきたい、という願いも含まれている。創業当時、社名やブランドを誰も認知していない、まさに独立したばかりの「インディーズ」な状態で、このインディーズと、実績も何もない「ゼロ」という言葉の持つ「ここからどこにでも行ける」という、真っ白なキャンパスに似た透明感が、ものづくりへのさまざまな想いと重なったことも、インディーズゼロと名付けた理由だと鈴井は語っている。ゲーム雑誌『ファミ通』で述べた話によると、『ゲームセンターCX 有野の挑戦状』に登場する架空のゲーム会社の一つは、かつて社名候補として挙がったものの一つ。

## 沿革

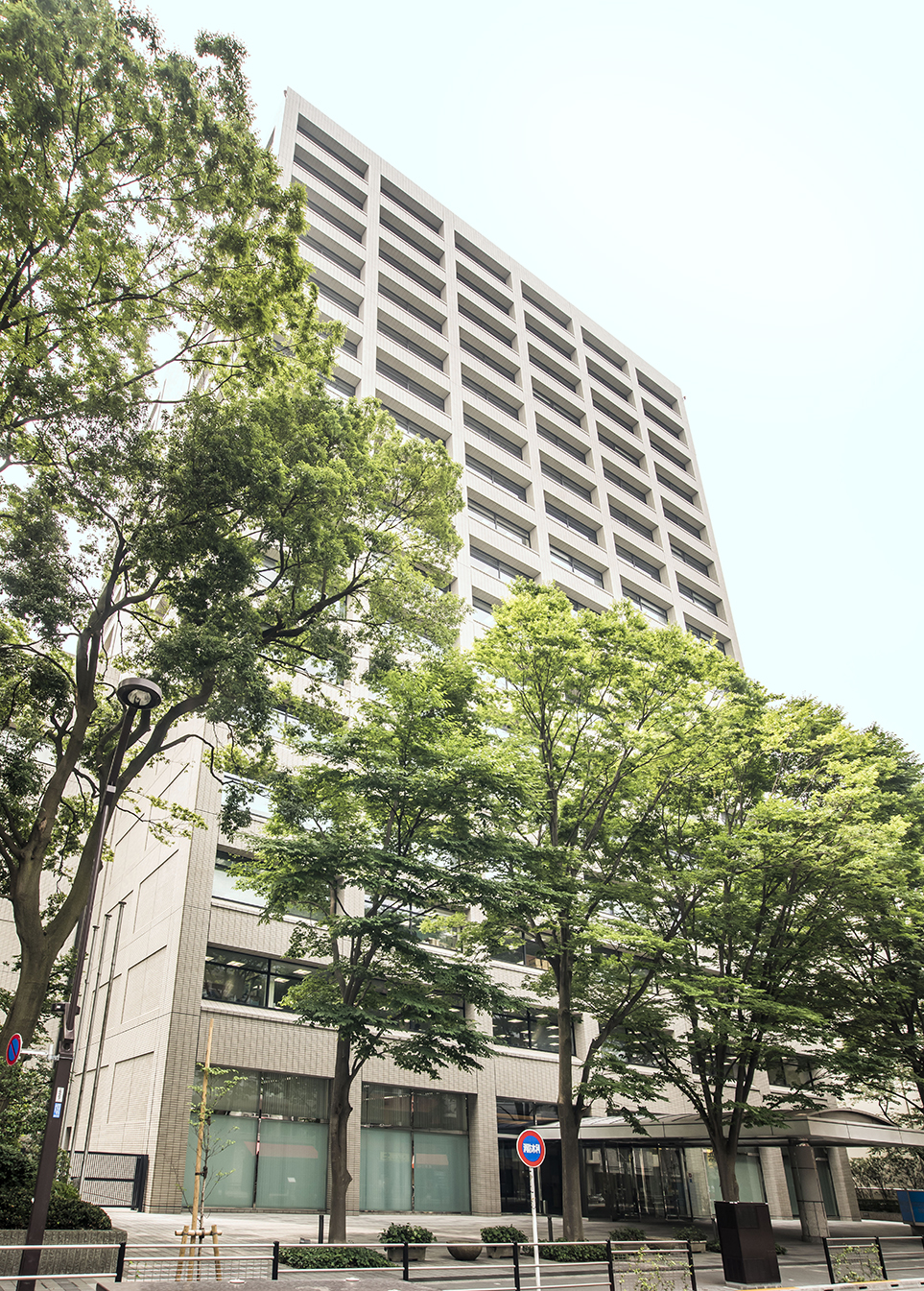
2019年から2024年まで本社が入居していた藤澤ビル

1997年、代表取締役の鈴井匡伸が24歳のときに、かつて任天堂と電通が共催していた学生の人材発掘プロジェクト「任天堂・電通ゲームセミナー」の受講生3人（鈴井を含む）により吉祥寺で「有限会社インディーズゼロ」が設立された。
当初は『すってはっくん』『お料理ポン!』といった任天堂サテラビュー放送用の番組開発を手掛けていた。
2005年4月、インディーズゼロが開発に携わった、メディアアーティスト岩井俊雄制作のニンテンドーDS用作品『エレクトロプランクトン』が発売。このソフトは、当時任天堂が展開していたソフト群「Touch! Generations」シリーズの第1弾となった。また、「Touch! Generations」作品として『しゃべる!DSお料理ナビ』シリーズと『DS美文字トレーニング』の開発も手掛け、『しゃべる!DSお料理ナビ』は第10回（平成18年度）文化庁メディア芸術祭エンターテインメント部門優秀賞を受賞した。
2006年11月にセガから発売された『オシャレ魔女♥ラブandベリー 〜DSコレクション〜』は約105万本を売り上げ、日本ゲーム大賞2007 の年間作品部門で特別賞を受賞した。
2007年11月、バンダイナムコゲームスから『ゲームセンターCX 有野の挑戦状』が発売された。これは、テレビ番組『ゲームセンターCX』の企画「ゲームセンターCX ゲーム化計画」から誕生したゲームソフトで、番組内では、インディーズゼロのオフィスを有野課長（お笑いコンビ「よゐこ」の有野晋哉）や番組スタッフが見学する様子や会議室でゲームの開発スタッフにアイデアをプレゼンする様子が放送された。2008年3月に開催されたイベント「ゲームセンターCXミュージアム」では、ゲーム内で登場する「ゲームファンマガジン」の実物をインディーズゼロが制作してブースを出展、社員らが販売を行った。その後、2009年2月には続編となる『ゲームセンターCX 有野の挑戦状2』が発売され、9月に開催されたCEDEC2009では、『ゲームセンターCX 有野の挑戦状』シリーズを題材として、1980年代のレトロゲームのノスタルジックな世界を再現するために選んだ制作手法に関するセッションを行った。
2011年6月、バンダイナムコゲームスから『タッチ!ダブルペンスポーツ』が発売された。また、同年9月に開催されたCEDEC2011では、このソフトを題材として、両手で2つのタッチペンを使うというゲーム内容に至るまでの制作手法に関するセッションを行った。
2012年2月、スクウェア・エニックスから『シアトリズム ファイナルファンタジー』が発売された。このソフトの開発は、スクウェア・エニックスのプロデューサー間一朗が以前にバンダイの社員だったときに鈴井匡伸が同じバンダイの先輩だったことが縁でファイナルファンタジーのトレーディングカードの制作をインディーズゼロが請け負ったという経緯を踏まえ実現した。この作品以降も、インディーズゼロにより『シアトリズム』シリーズが開発されている。
同年4月、フランス・パリのルーヴル美術館で、ニンテンドー3DS LL本体を用いた音声・映像ガイド機「Audioguide Louvre - Nintendo 3DS」の利用が開始され、開発を行ったインディーズゼロのスタッフが現地を訪れた。なお、このソフトは2013年11月にニンテンドー3DS用ソフト『ニンテンドー3DSガイド ルーヴル美術館』として発売されている。
2013年12月、任天堂から『ファミコンリミックス』が配信された。このソフトの開発は、鈴井匡伸と共に学生時代に「任天堂・電通ゲームセミナー」を受講していた任天堂東京制作部のディレクター林田宏一が鈴井に声をかけたことで共同開発が実現した。その後、シリーズ作品として、2014年に『ファミコンリミックス2』『ファミコンリミックス1+2』、2015年に『ファミコンリミックス ベストチョイス』がリリースされた。
2016年9月、スクウェア・エニックスから『グランマルシェの迷宮』がリリースされた。同作はチーフプランナーがExelで作成したゲームがきっかけとなっている。また、同年9月にスクウェア・エニックスからリリースされた『シアトリズム ファイナルファンタジー オールスターカーニバル』では、スタッフが生放送に出演しデモプレイを披露した。
2018年2月1日に有限会社から株式会社へ組織変更し、社名を「株式会社インディーズゼロ」と改称した。
2019年6月10日、本社を東京都武蔵野市吉祥寺本町1丁目31番11号 KSビル7Fから東京都杉並区荻窪4丁目30番16号 藤澤ビル10Fに移転。
2020年にスクウェア・エニックスから発売される『キングダム ハーツ メロディー オブ メモリー』では、初めてマルチプラットフォームでの開発を行った。同作の開発期間は2年半で、インディーズゼロが開発したタイトルの中では最長となる。企画書は2015年に作成していたが当時は実現せず、2017年にディズニーからのオファーを受けて開発がスタートした。
2024年10月15日、本社を東京都武蔵野市吉祥寺南町2丁目3番15号 吉祥寺フコク生命ビル9階に移転。

## 作品リスト

### ゲームソフト
任天堂サテラビュー放送番組
- すってはっくん（1997年、発売元：任天堂）
- お料理ポン!（1997年、発売元：任天堂）

ニンテンドウパワー書き換え
- すってはっくん（1998年、発売元：任天堂）

PC
- 電子の精霊ちびっと（1998年、発売元：バンプレスト）

スーパーファミコン
- すってはっくん（1999年、発売元：任天堂）

ゲームボーイアドバンス
- さくらももこのウキウキカーニバル（2002年、発売元：任天堂）
- 千年家族（2005年、発売元、任天堂）

カードeリーダー
- Mario Party-e（2003年、発売元：任天堂　※北米で発売）

ニンテンドーDS
- エレクトロプランクトン（2005年、発売元：任天堂）
- しゃべる!DSお料理ナビ（2006年、発売元：任天堂）
- オシャレ魔女♥ラブandベリー 〜DSコレクション〜（2006年、発売元：セガ）
- ゲームセンターCX 有野の挑戦状（2007年、発売元：バンダイナムコゲームス）
- DS美文字トレーニング（2008年、発売元：任天堂）
- 世界のごはん しゃべる!DSお料理ナビ（2008年、発売元：任天堂）
- ゲームセンターCX 有野の挑戦状2（2009年、発売元：バンダイナムコゲームス）
- America's Test Kitchen: Let's Get Cooking（2010年、発売元：任天堂　※北米で発売）

ニンテンドー3DS
- タッチ!ダブルペンスポーツ（2011年、発売元：バンダイナムコゲームス）
- シアトリズム ファイナルファンタジー（2012年、発売元：スクウェア・エニックス）
- Audioguide Louvre - Nintendo 3DS（2012年）
- ニンテンドー3DSガイド ルーヴル美術館（2013年、発売元：任天堂）
- シアトリズム ファイナルファンタジー カーテンコール（2014年、発売元：スクウェア・エニックス）
- シアトリズム ドラゴンクエスト（2015年、発売元：スクウェア・エニックス）
- ファミコンリミックス ベストチョイス（2015年、発売元：任天堂）
- リアル脱出ゲーム×ニンテンドー3DS 超破壊計画からの脱出（2015年、発売元：任天堂）
- 超回転 寿司ストライカー The Way of Sushido（2018年、発売元：任天堂）

Wii U
- ファミコンリミックス（2013年、発売元：任天堂）
- ファミコンリミックス2（2014年、発売元：任天堂）
- ファミコンリミックス1+2（2014年、発売元：任天堂）

Nintendo Switch
- 超回転 寿司ストライカー The Way of Sushido（2018年、発売元：任天堂）
- 東北大学加齢医学研究所 川島隆太教授監修 脳を鍛える大人のNintendo Switchトレーニング（2019年、発売元：任天堂）
- キングダム ハーツ メロディ オブ メモリー（2020年、発売元：スクウェア・エニックス）
- シアトリズム ファイナルバーライン（2023年、発売元：スクウェア・エニックス）
- ゲームセンターCX 有野の挑戦状1+2 REPLAY（2024年、発売元：バンダイナムコエンターテインメント）
- Nintendo World Championships ファミコン世界大会（2024年、発売元：任天堂）

PlayStation 4
- キングダム ハーツ メロディ オブ メモリー（2020年、発売元：スクウェア・エニックス）
- シアトリズム ファイナルバーライン（2023年、発売元：スクウェア・エニックス）

Xbox One
- キングダム ハーツ メロディ オブ メモリー（2020年、発売元：スクウェア・エニックス）

iOSアプリ
- シアトリズム ファイナルファンタジー（2012年、発売元：スクウェア・エニックス）
- グランマルシェの迷宮（2016年、発売元：スクウェア・エニックス）

Androidアプリ
- グランマルシェの迷宮（2016年、発売元：スクウェア・エニックス）

アーケードゲーム
- シアトリズム ファイナルファンタジー オールスターカーニバル（2016年、発売元：スクウェア・エニックス）

### 玩具
- 聖剣伝説レジェンドオブマナ カードデュエル（1999年、対戦トレーディングカード、発売元：スクウェア・エニックス）
- ファイナルファンタジー アートミュージアム（1999～2004年、トレーディングカード、発売元：スクウェア・エニックス）
- ドラゴンクエスト バトエンGシリーズ（不明、ゲーム文具、発売元：スクウェア・エニックス）